# Miguel Ángel Loayza
Miguel Angel Loayza Ríos (21 de junho de 1940 – 19 de outubro de 2017) foi um futebolista peruano.
Miguel Ángel Loayza faleceu em 19 de outubro de 2017, aos 77 anos.

## Carreira

### Clubes
- 1957–59:  Ciclista Lima
- 1959–60:  Barcelona
- 1961–63:  Boca Juniors
- 1964   :  Rosario Central
- 1965   :  Huracán
- 1966   :  River Plate
- 1967–68:  Huracán
- 1969–70:  Deportivo Cali

### Seleção
- 1959–1960:  Peru